# لوتشيانو غارسيا
لوتشيانو غارسيا (بالإسبانية: Luciano García Alén)‏ (و. 1928 – 2015 م) هو عالم إسباني، ولد في بونتيفيدرا، توفي في سانتياغو دي كومبوستيلا، عن عمر يناهز 87 عاماً، بسبب مرض معد.

## جوائز
حصل على جوائز منها:

ميدالية كاستيلاو ‏